# Heinrich Gathemann
Heinrich Gathemann (* 1867; † 1936) war ein deutscher Landwirt, Geschäftsmann und Bürgermeister von Klein Windhoek, einem heutigen Stadtteil der Hauptstadt Windhoek in Namibia.

## Leben

Gathemann-Gebäude (links im Bild mit rotem Dach)

Gathemann landete 1889 als Soldat am Sandwich Harbour in Deutsch-Südwestafrika, dem heutigen Namibia an. Er war bei der Grundsteinlegung der Alten Feste in Windhoek anwesend und zählte zum Vermessungsteam in Swakopmund.
Nachdem er aus dem Militär ausgeschieden und 1901 Luise Nissen-Lass (geb. Schulenburg; 1870–1947) heiratete, wurde Gathemann einer der ersten europäischen Farmer im Land. Zudem betrieb er eine Spedition. Gathemann war Vorstandsmitglied der Deutsch-Südwestafrikanischen Genossenschaftsbank. Um 1913, bereits als Bürgermeister von Klein Windhoek, erweiterte Gathemann das Erkrath-Gebäude an der Kaiserstraße in Windhoek um einen Flügel, zwischen 1927 und 1928 baute er ein weiteres Gebäude (entworfen vom Architekten Wilhelm Sander). Das Gebäudeensemble ist als Erkrath-Gathemann-Kronprinz-Gebäudekomplex heute ein Nationaldenkmal Namibias.
Gathemann und seine Frau sind in einem gemeinsamen Grab auf dem Gammams-Friedhof in Windhoek beigesetzt.